# Russell Wilson
Russell Wilson (Cincinnati, Ohio;  Estados Unidos, 29 de noviembre de 1988)
es un jugador profesional de fútbol americano estadounidense que juega en la posición de quarterback en los New York Giants, equipo perteneciente a la National Football League (NFL).

## Biografía
Wilson nació en Cincinnati, Ohio, y creció en Richmond, Virginia, hijo de Harrison Benjamin Wilson III y Tammy Wilson. Es el hermano mediano de tres; Harrison IV, el mayor, y Anna, la pequeña. Chicago Bears
Wilson empezó a jugar al fútbol con su padre y hermano a los cuatro años, y jugó su primer partido para el equipo de fútbol juvenil Tuckahoe Tomahawks en sexto grado. El padre de Wilson murió el 9 de junio de 2010, a los 55 años, por diabetes.
Tras su paso por el instituto, Wilson estuvo tres años en NC State (2007-2010) y uno en Wisconsin (2011). También recibió una beca de Duke, pero prefirió NC State.

## Carrera

### Seattle Seahawks
Wilson fue seleccionado por los Seattle Seahawks en la tercera ronda (puesto 75) del draft de 2012. El 7 de mayo de 2012, firmó un contrato de cuatro años por $2.99 millones.
Con los Seahawks, Wilson ha logrado 2 títulos de división consecutivos, 2 campeonatos de la NFC consecutivos y ha llegado a dos Super Bowls consecutivas (XLVIII y XLIX). En la primera, los Seahawks ganaron a los Broncos 43-8 y en la segunda, los Seahawks perdieron frente a los Patriots 24-28.
El 31 de julio de 2015, Wilson renovó cuatro años más su contrato con los Seahawks, por un valor de $87.6 millones. En el 2019 firmó un contrato que lo posiciona como el jugador mejor pagado de la historia en la NFL con una negociacion por arriba de $140 millones de dólares por 4 años más.
Pittsburgh Steelers
En marzo de 2024 firmó por un año con los Steelers.

## Estadísticas profesionales
Todas las estadísticas y logros son cortesía de la NFL, Seattle Seahawks y Pro-Football.

### Temporada regular
| Temporada | Equipo  | Juegos | Registro (V-D) | PT | Pases | Pases | Pases | Pases  | Pases | Pases | Pases | Pases | Pases  | Acarreos | Acarreos | Acarreos | Acarreos | Acarreos | Capturas | Capturas | Fumbles | Fumbles |
| Temporada | Equipo  | Juegos | Registro (V-D) | PT | Comp  | Att   | Pct   | Yds    | YPA   | Lg    | TD    | Int   | Índice | Att      | Yds      | Prom     | Lg       | TD       | Cap      | Yds      | Fum     | Perd    |
| --------- | ------- | ------ | -------------- | -- | ----- | ----- | ----- | ------ | ----- | ----- | ----- | ----- | ------ | -------- | -------- | -------- | -------- | -------- | -------- | -------- | ------- | ------- |
| 2012      | SEA     | 16     | 11-5-0         | 16 | 252   | 393   | 64.1  | 3,118  | 7.9   | 67    | 26    | 10    | 100.0  | 94       | 489      | 5.2      | 25       | 4        | 33       | 203      | 6       | 3       |
| 2013      | SEA     | 16     | 13-3-0         | 16 | 257   | 407   | 63.1  | 3,357  | 8.2   | 80    | 26    | 9     | 101.2  | 96       | 539      | 5.6      | 27       | 1        | 44       | 272      | 10      | 5       |
| 2014      | SEA     | 16     | 12-4-0         | 16 | 285   | 452   | 63.1  | 3,475  | 7.7   | 80    | 20    | 7     | 95.0   | 118      | 849      | 7.2      | 57       | 6        | 42       | 242      | 11      | 0       |
| 2015      | SEA     | 16     | 10-6-0         | 16 | 329   | 483   | 68.1  | 4,024  | 8.3   | 80    | 34    | 8     | 110.1  | 103      | 553      | 5.4      | 24       | 1        | 45       | 265      | 7       | 3       |
| 2016      | SEA     | 12     | 10-5-1         | 16 | 353   | 546   | 64.1  | 4,219  | 7.7   | 59    | 21    | 11    | 92.6   | 72       | 259      | 3.6      | 18       | 1        | 41       | 293      | 8       | 2       |
| 2017      | SEA     | 12     | 9-7-0          | 16 | 339   | 553   | 61.3  | 3,983  | 7.2   | 74    | 34    | 11    | 95.4   | 95       | 586      | 6.2      | 31       | 3        | 43       | 322      | 14      | 3       |
| Carrera   | Carrera | 96     | 65–30-1        | 96 | 1,815 | 2,834 | 64.0  | 22,176 | 7.8   | 80    | 161   | 56    | 98.8   | 578      | 3,275    | 5.7      | 57       | 16       | 248      | 1,597    | 56      | 16      |

### Playoffs
| Temporada | Equipo  | Juegos | Registro (V-D) | PT | Pases | Pases | Pases | Pases | Pases | Pases | Pases | Pases | Pases  | Acarreos | Acarreos | Acarreos | Acarreos | Acarreos | Capturas | Capturas | Fumbles | Fumbles |
| Temporada | Equipo  | Juegos | Registro (V-D) | PT | Comp  | Att   | Pct   | Yds   | YPA   | Lg    | TD    | Int   | Índice | Att      | Yds      | Prom     | Lg       | TD       | Cap      | Yds      | Fum     | Perd    |
| --------- | ------- | ------ | -------------- | -- | ----- | ----- | ----- | ----- | ----- | ----- | ----- | ----- | ------ | -------- | -------- | -------- | -------- | -------- | -------- | -------- | ------- | ------- |
| 2012      | SEA     | 2      | 1-1            | 2  | 39    | 62    | 62.9  | 572   | 9.2   | 34    | 3     | 1     | 102.4  | 15       | 127      | 8.5      | 28       | 1        | 7        | 48       | 1       | 1       |
| 2013      | SEA     | 3      | 3-0            | 3  | 43    | 68    | 63.2  | 524   | 7.7   | 51    | 3     | 0     | 101.6  | 11       | 42       | 3.8      | 16       | 0        | 7        | 22       | 2       | 1       |
| 2014      | SEA     | 3      | 2-1            | 3  | 41    | 72    | 56.9  | 724   | 10.1  | 63    | 6     | 5     | 90.3   | 17       | 86       | 5.1      | 17       | 1        | 10       | 58       | 2       | 0       |
| 2015      | SEA     | 2      | 1-1            | 2  | 44    | 74    | 59.5  | 506   | 6.8   | 35    | 4     | 3     | 72.2   | 8        | 53       | 6.6      | 14       | 0        | 7        | 54       | 1       | 0       |
| 2016      | SEA     | 2      | 1-1            | 2  | 40    | 60    | 66.7  | 449   | 7.5   | 42    | 4     | 2     | 97.2   | 9        | 46       | 5.1      | 14       | 0        | 6        | 31       | 0       | 0       |
| Carrera   | Carrera | 12     | 8-4            | 12 | 207   | 336   | 61.6  | 2,777 | 8.3   | 63    | 20    | 11    | 94.1   | 60       | 354      | 5.9      | 28       | 2        | 37       | 213      | 6       | 2       |

### Super Bowl
| Temporada | Equipo  | Rival   | Edición | Resultado | Pases | Pases | Pases | Pases | Pases | Pases | Pases | Pases | Pases  | Acarreos | Acarreos | Acarreos | Acarreos | Acarreos | Capturas | Capturas | Fumbles | Fumbles |
| Temporada | Equipo  | Rival   | Edición | Resultado | Comp  | Att   | Pct   | Yds   | YPA   | Lg    | TD    | Int   | Índice | Att      | Yds      | Prom     | Lg       | TD       | Cap      | Yds      | Fum     | Perd    |
| --------- | ------- | ------- | ------- | --------- | ----- | ----- | ----- | ----- | ----- | ----- | ----- | ----- | ------ | -------- | -------- | -------- | -------- | -------- | -------- | -------- | ------- | ------- |
| 2013      | SEA     | DEN     | XLVIII  | V 43-8    | 18    | 25    | 72.0  | 206   | 8.2   | 37    | 2     | 0     | 123.1  | 3        | 26       | 8.7      | 16       | 0        | 0        | 0        | 0       | 0       |
| 2014      | SEA     | NE      | XLIX    | P 28-24   | 12    | 21    | 57.1  | 247   | 11.8  | 45    | 2     | 1     | 110.6  | 3        | 39       | 13.0     | 17       | 0        | 3        | 13       | 0       | 0       |
| Carrera   | Carrera | Carrera | 2       | 1-1       | 30    | 46    | 65.2  | 453   | 9.85  | 45    | 4     | 1     | 117.4  | 6        | 65       | 10.83    | 17       | 0        | 3        | 13       | 0       | 0       |

## Récords

### NFL
- Mayor número de pases para touchdown como rookie en una temporada: 26 (empatado con Peyton Manning)[15]
- Mejor promedio de diferencia pase/intercepción como rookie en una temporada: +16 (26 TDs, 10 INTs)[16]
- Mayor número de yardas de pase en un partido de playoffs como rookie: 385 yardas[17]
- Mayor número de victorias como quarterback en sus primeras tres temporadas: 36[15][18]
- Mayor número de victorias como quarterback en sus primeras cuatro temporadas: 46[19]
- Primer quarterback en conseguir +300 yardas de pase y +100 yardas de carrera en un partido (19 de octubre de 2014 vs. St. Louis Rams)[20]
- Primer y único quarterback en lograr un rating de pase de 128.3 o más en cinco partidos consecutivos[21]
- Primer y único quarterback en conseguir +4,000 yardas de pase, +30 pases de touchdown y +500 yardas de carrera en una temporada: 2015-16[22][23]

## Vida personal
Wilson está casado con la cantante y modelo Ciara. Ambos comenzaron a salir a principios de 2015 y anunciaron su compromiso el 11 de marzo de 2016. Se casaron el 6 de julio de 2016, en el Castillo de Peckforton en Cheshire, Inglaterra. Le dieron la bienvenida a su primera hija, Sienna Princess, en abril de 2017. En enero de 2020 la pareja confirmó que esperaban otro hijo, Win Harrison, el cual nació en julio de 2020. En agosto de 2023 anunciaron que iban a ser padres otra vez. Residen en Bellevue, Washington, con sus dos grandes daneses, Prince y Naomi.
Wilson estuvo previamente casado con Ashton Meem de enero de 2012 hasta abril de 2014.